# Mare de Déu del Roser (Puig-reig)
La capella de la Mare de Déu del Roser, altrament El Roseret, és una església del municipi de Puig-reig (Berguedà) inclosa en l'Inventari del Patrimoni Arquitectònic de Catalunya.

## Descripció
La Capella-ermita del Roseret és de petites dimensions, d'una sola nau, sense absis i amb la porta a migdia. Presenta un simple campanar d'espadanya de grans dimensions, reconstruït posteriorment. La façana té un portal amb llinda que conserva una interessant inscripció amb la data de construcció (1579). Es tracta d'una gran llinda de forma gairebé quadrada que té gravat un escut amb una creu i quatre roses als cantons, amb un estil vagament renaixentista. La inscripció es llegeix amb dificultats: MIOAN (...) PRAEVERE (...) ANY 1579
Aquesta capella rural, molt arcaïtzant i sense un estil definit, està realitzada amb blocs de pedra poc regulars. A la part davantera té un pedrís que forma una mena d'avantcambra quadrada, amb el terra enrajolat.

## Història
Està situada prop de la Masia de la Madrona, molt transformada. La documentació medieval (any 1145) esmenta l'església de Sant Andreu de la Madrona, actualment desapareguda i que possiblement podia coincidir amb l'emplaçament de la Capella del Roseret.
Aquesta capella fou bastida a finals del segle xvi per iniciativa del prevere de Fonollet, que, segons conta la llegenda, cada cop que passava per aquest lloc el cavall no volia continuar el viatge. Llavors el prevere decidí aixecar-hi la capella a la Mare de Déu del Roser. Aquesta capella fou bastida en una època de florida devoció a la Mare de Déu del Roser arreu dels Països Catalans (1570-1620).
La tradició era fer-hi processó el dia de Sant Bernabè Apòstol, l'11 de juny, tal com recull la "Consueta de 1745" conservada a l'arxiu parroquial de Puig-reig: "... E fa la processó a la capella de la Mare de Déu del Roser del camí ral y allí se cante un ofici per los confrares y devots... Y abans de tornar la processó se veneheix lo terme allí sobre la capella".